# 薩爾雷
薩爾雷是西非島國佛得角的城市，也是博阿維斯塔島縣的首府，位於該國東部博阿維斯塔島西北岸，主要經濟活動有農業和旅遊業，人口約6,000，是全國第三大城市。